# Мали барски петлић
Патуљасти барски петлић или мали барски петлић (лат. Zapornia pusilla) врста је птице из породице Rallidae.

## Распрострањеност
Може се наћи у источној Европи, Африци и Аустралазији.

## Опис
Дужине су 16—18 цм и по изглед су слични сивим барским петлићима. Својим кљуном претражују блато или плитку воду и успут се хране инсектима и воденим животињама.